# Morpho pseudocypris
Morpho pseudocypris är en fjärilsart som beskrevs av Hans Fruhstorfer 1907. Morpho pseudocypris ingår i släktet Morpho och familjen praktfjärilar. Inga underarter finns listade i Catalogue of Life.